# Ребра
Ре́бра — гора в Украинских Карпатах, шестая по высоте вершина Украины. Высота — 2001,1 м.

## География
Расположена в центральной части хребта Черногора, между вершинами Туркул (на северо-западе) и Бребенескуль (на юго-востоке) и Гутин Томнатек (на юге), на границе Ивано-Франковской и Закарпатской областей.
Южные склоны Ребра — пологие участки (покрыты преимущественно травостоем из дернистого луговика и белоуса) и крутые склоны, покрытые криволесьем. Северные и северо-восточные склоны спадают крутыми скалистыми обрывами. К западу от вершины, расположены небольшие высокогорные озёра. На горе растёт ряд редких растений, занесённых в Красную книгу Украины: сосна кедровая, кальмия лежачая.
Ближайший населённый пункт — с. Быстрец.